# Nicolas IV d'Opava
Nicolas IV d'Opava (tchèque : Mikuláš IV. Opavský; allemand : Nikolaus IV. von Troppau; né vers 1400 – vers le 15 octobre 1437) fut duc d'Opava et seigneur de Zlaté Hory allemand: Zuckmantel)  et d'Edelštejn (en allemand: Burg-Edeslstein) de 1433 jusqu'à sa mort.

## Biographie
Nicolas IV est le fils du duc Przemko Ier d'Opava et de sa première épouse Anne de Luczka (vers 17 aout 1404). Son père meurt en 1433 en laissant cinq fils de ses trois mariages. Nicolas IV, le second né de la première union, se désigne lui-même comme seigneur de Zlaté Hory. Son frère ainé Venceslas II agit comme régent pour leurs trois jeunes demi-frères Guillaume, Ernest et Przemko II.
Bien que leur père ait stipulé dans ses dernières volontés que le duché devait demeuré indivis, les frères décident en 1435  de partage leur patrimoine. Le  duché de Głubczyce est détaché d'Opava pour Venceslas II qui avait déjà été doté de Głubczyce vers 1416/1428 du vivant de son père. Nicolas reçoit Zlaté Hory; Guillaume et Ernest se partagent le reste d'Opava. le plus jeune des frères, Przemko II, sans doute destiné à une carrière religieuse dès son plus jeune âge ne reçoit aucun domaine.
Nicolas IV meurt dès 1437 célibataire et sans enfant. Son frère ainé, Venceslas II, hérite de Zlaté Hory.

## Source de la traduction
- (en) Cet article est partiellement ou en totalité issu de l’article de Wikipédia en anglais intitulé « Nicholas IV, Duke of Opava » (voir la liste des auteurs).